# Nâng chén tiêu sầu
"Nâng chén tiêu sầu" là một bài hát được thu âm bởi nữ ca sĩ Bích Phương trình bày và được sáng tác bởi Tăng Duy Tân và Drum7. Video âm nhạc của bài hát được phát hành vào lúc 0 giờ ngày 8 tháng 3 năm 2024 trên nền tảng YouTube. Ca khúc đã đánh dấu sự trở lại sau 2 năm ngừng ra mắt sản phẩm mới của nữ ca sĩ. Ca khúc đồng thời là sản phẩm đầu tiên của cô sau khi thành lập công ty Bonghoaday Entertainment, và là lần đầu tiên hợp tác với Tăng Duy Tân.
Phát hành vào ngày 8 tháng 3, đúng vào ngày Quốc tế Phụ nữ, màu sắc video âm nhạc của nữ ca sĩ cũng mang đậm màu sắc nữ quyền theo chân một cô gái bị ràng buộc trong mớ hỗn độn của câu chuyện tình cũ và phải chiến đấu để thoát khỏi quá khứ đó.

## Bối cảnh và phát hành
Ca khúc được ra mắt sau 2 năm nữ ca sĩ ngừng ra mắt ca khúc mới. Trước đó vào ngày 2 tháng 3, Bích Phương thông tin thành lập công ty riêng với tên gọi Công ty Bonghoaday Entertainment, đánh dấu một cột mốc hoạt động mới của nữ ca sĩ. Theo nữ ca sĩ chia sẻ, hai năm ngừng ra sản phẩm mới của cô là để "quan sát thị trường, có thể là tôi thay đổi, hoặc trước đây tôi chưa nhìn rõ". Vào ngày 3 tháng 3, sau khi công bố thành lập công ty riêng, áp phích chính thức cho video âm nhạc "Nâng chén tiêu sầu" cũng được nữ ca sĩ chia sẻ trên Facebook cá nhân. Ngày 5 tháng 3, video ngắn giới thiệu ca khúc cũng được phát hành trên kênh YouTube cá nhân của cô. Ca khúc đánh dấu lần đầu tiên cô hợp tác với Tăng Duy Tân.
Video âm nhạc "Nâng chén tiêu sầu" được phát hành vào lúc 0 giờ ngày 8 tháng 3 năm 2024, cùng thời điểm phát hành sản phẩm âm nhạc mới của Sơn Tùng M-TP là "Chúng ta của tương lai". Trước đó, vào năm 2018, cô cũng đã có màn phát hành cùng thời điểm với ca khúc "Chạy ngay đi" của Sơn Tùng M-TP với sản phẩm "Bùa yêu". Việc hai nghệ sĩ có thành tích cao đụng độ đã được xem là "cuộc đối đầu" được mong đợi nhất đầu năm 2024 của thị trường âm nhạc Việt Nam. Tuy nhiên, do có thời điểm phát hành cùng với Sơn Tùng M-TP tận hai lần, nhiều khán giả đã cho rằng cô đang "ké fame" nam ca sĩ. Nữ ca sĩ đã cố tình chọn thời điểm phát hành là Ngày Quốc tế Phụ nữ được cho là vì sản phẩm mới mang thông điệp về nữ quyền.

## Sản xuất

### Âm nhạc
Ca khúc là sự kết hợp lần đầu tiên của Bích Phương và Tăng Duy Tân, mang giai điệu bắt tai và tiết tấu theo xu hướng hiện nay. Ca khúc được sáng tác bởi Tăng Duy Tân và Drum7, sản xuất âm nhạc bởi ê-kíp S-Hube Label do nhà sản xuất DuongK đảm nhận chính. Thay vì đi theo pop – dance và RnB như các ca khúc trước đó thì bài hát mới của cô lại thiên về dòng nhạc pop – ballad. Ở phân đoạn drop của bài hát có một phân đoạn kéo dài của cụm từ "nâng chén tiêu sầu" thành "sầu sầu sầu sầu...", đoạn nhạc này ban đầu được cho là hoàn toàn không có trong bản thử nghiệm mà Bích Phương gửi cho nhà sản xuất DuongK. Sau khi nghe xong bản thử nghiệm, DuongK đã quyết định thêm vào và cho nó lặp đi lặp lại để gây ám ảnh người nghe như tính cách của Bích Phương.

### Video âm nhạc
Video âm nhạc do ê-kíp ANTIANTIART sản xuất được xây dựng với góc nhìn của Bích Phương về câu chuyện nữ tính và nữ quyền thông qua việc xuất hiện với hình mẫu của một người phụ nữ châu Á giữ chặt kiếm như một chiến binh, dám thoát khỏi quá khứ của bản thân để tiếng về phía trước. Video bắt đầu với hình ảnh một cô gái đang cố gắng thoát khỏi hình ảnh của câu chuyện tình lâu năm ghìm chặt bản thân cô vào quá khứ. "Chén rượu" trong ca khúc được mô tả là "những suy nghĩ, cảm xúc buồn mà cô gái đắm chìm vào sau khi kết thúc một mối quan hệ". Trong phân đoạn kết của video âm nhạc còn có trận đấu kiếm giữa nữ chính với nhiều bản ngã của mình được đạo diễn Phương Vũ lấy cảm hứng từ bộ phim Kill Bill. Theo chia sẻ của Bích Phương trên Đài Tiếng nói Việt Nam, thông điệp của bộ phim chính là "Mỗi người con gái nào dù mỏng manh, yếu đuối cũng đều ẩn chứa sức mạnh phi thường". Nữ ca sĩ cho rằng, "yếu đuối cũng là một sức mạnh của phụ nữ. Sự yếu đuối, bánh bèo cũng có nét đẹp và sức mạnh riêng". Video âm nhạc cũng sở hữu một phân cảnh hiệu ứng bullet time được tạo nên bởi 120 chiếc máy quay trên khung đường tròn có đường kính 8 m. Theo VietNamNet, trước "Nâng chén tiêu sầu" chưa từng có video âm nhạc Việt Nam nào sử dụng hiệu ứng này.

## Đón nhận

### Ảnh hưởng
Sau khi phát hành ca khúc chính thức được 24 giờ, các video biến hình có liên quan đến ca khúc bắt đầu xuất hiện rộng rãi trên TikTok bởi giai điệu bắt tay của dòng nhạc pop.

### Thương mại
Trước khi video âm nhạc được công bố, theo YouNet Media, dự án mới của Bích Phương cùng Sơn Tùng đã dẫn đầu bảng xếp hạng  Social Trend Ranking trong lĩnh vực âm nhạc. Chỉ trong vòng một giờ sau khi phát hành, video âm nhạc của Bích Phương đã xuất hiện trong danh sách 10 video âm nhạc xu hướng trên YouTube với hơn khoảng 500 nghìn lượt xem. 12 giờ sau đó, ca khúc chạm đỉnh #2 video Trending YouTube Việt Nam sau khúc "Chúng ta của tương lai" của Sơn Tùng M-TP với hơn 1,5 triệu lượt xem và hơn 120 nghìn lượt thích. Đồng thời, ca khúc cũng lọt vào top xu hướng âm nhạc ở Australia, Singapore, Canada, Đài Loan hay toàn cầu. Về âm nhạc, ca khúc đã chạm đỉnh Zing Chart, #1 trên nền tảng Keeng và đứng vị trí thứ 2 lần lượt trên iTunes Việt Nam và Apple Music.

### Xếp hạng
| Bảng xếp hạng   | Vị trí cao nhất | Ref           |
| --------------- | --------------- | ------------- |
| Keeng           | #1              | [ 21 ] [ 23 ] |
| Zing MP3        | #1              | [ 21 ] [ 23 ] |
| iTunes Việt Nam | #2              | [ 21 ] [ 23 ] |
| Apple Music     | #3              | [ 21 ] [ 23 ] |

## Đánh giá
Nhà báo Thái Linh trên tờ Tạp chí Tri Thức cho rằng khi so sánh các cảnh quay của "Nâng chén tiêu sầu" của Bích Phương có phần hình ảnh và kỹ xảo ấn tượng hơn so với "Chúng ta của tương lai" của Sơn Tùng M-TP. Nhiều khán giả cũng đã bày tỏ sự thất vọng khi tác phẩm mới vẫn chưa bắt tay bằng các tác phẩm trước đó của cô như "Đi đu đưa đi" hay "Bùa yêu". Cũng trên tờ Lao Động, nhiều ý kiến cho rằng video âm nhạc mới của Sơn Tùng M-TP có rất cao độ thu hút nhưng về "độ bắt tai của âm nhạc" thì "Nâng chén tiêu sầu" của nữ ca sĩ Bích Phương được đánh giá cao hơn. Đồng thời, nhiều ý kiến cũng đánh giá cao mặt video âm nhạc của Bích Phương. Tuy nhiên, dẫn lời khán giả trên Người đưa tin, ca khúc "Nâng chén tiêu sầu" được cho là mang đậm phong cách của Tăng Duy Tân và hệt như phần hai cho ca khúc "Cắt đôi nỗi sầu" của nam ca sĩ. Trên báo Tuổi Trẻ, nhà báo Đậu Dung cho rằng ý tưởng và hình ảnh của video âm nhạc rất đặc biệt nhưng về phần âm nhạc thì ngược lại. Thậm chí, nhà báo này còn gọi "Nâng chén tiêu sầu" là phiên bản lỗi của "Cắt đôi nỗi sầu". Cùng với "Chúng ta của tương lai" của Sơn Tùng M-TP, "Nâng chén tiêu sầu" bị tờ VietNamNet đánh giá là đi theo vết xe của "Cắt đôi nỗi sầu" khi sở hữu phong cách trùng lặp và không có sự sáng tạo. Thậm chí, tờ báo này còn cho rằng bài hát đang bị lạm dụng drop lặp đi lặp lại quá nhiều lần.
Nam nhạc sĩ ViruSs cũng đã dành lời khen cho video âm nhạc của Bích Phương khi sở hữu nhiều chi tiết, ý tưởng và hình ảnh hấp dẫn. Tuy nhiên, anh cho rằng "bài này viết cho Phương thì không hiệu quả" và "nếu Tăng Duy Tân hát thì có thể nó sẽ khác"; những nhận xét này đi kèm với cụm từ "chân thành" dưới dạng một lời khuyên.

## Lịch sử phát hành
| Khu vực  | Ngày               | Định dạng                       | Phiên bản | Nền tảng    | Hãng                     | Chú thích |
| -------- | ------------------ | ------------------------------- | --------- | ----------- | ------------------------ | --------- |
| Việt Nam | 8 tháng 3 năm 2024 | Phát trực tuyến Tải kỹ thuật số | Gốc       | Zing MP3    | Bonghoaday Entertainment | [ 30 ]    |
| Việt Nam | 8 tháng 3 năm 2024 | Phát trực tuyến Tải kỹ thuật số | Gốc       | Keeng       | Bonghoaday Entertainment | [ 31 ]    |
| Việt Nam | 8 tháng 3 năm 2024 | Phát trực tuyến Tải kỹ thuật số | Gốc       | NhacCuaTui  | Bonghoaday Entertainment | [ 32 ]    |
| Thế giới | 8 tháng 3 năm 2024 | Video âm nhạc                   | Gốc       | YouTube     | Bonghoaday Entertainment | [ 33 ]    |
| Thế giới | 8 tháng 3 năm 2024 | Phát trực tuyến Tải kỹ thuật số | Gốc       | Spotify     | Bonghoaday Entertainment | [ 34 ]    |
| Thế giới | 8 tháng 3 năm 2024 | Phát trực tuyến Tải kỹ thuật số | Gốc       | Apple Music | Bonghoaday Entertainment | [ 35 ]    |
| Thế giới | 8 tháng 3 năm 2024 | Phát trực tuyến                 | Gốc       | TikTok      | Bonghoaday Entertainment | [ 36 ]    |

## Liên quan
- Đi đu đưa đi
- Bùa yêu
- Chúng ta của tương lai – ca khúc ra mắt cùng thời điểm của Sơn Tùng M-TP.